# PowerDVD
CyberLink PowerDVD — коммерческий мультимедиапроигрыватель. Проигрыватель имеет несколько редакций: Ultra, Deluxe и Standard, все они поддерживают воспроизведение DVD, но только в редакции Ultra доступно воспроизведение дисков Blu-ray. Распространяется как на физических носителях, так и доступен для покупки на сайте Cyberlink. PowerDVD часто предустановлен на новые компьютеры, или распространяется с периферийными устройствами. Поддержка воспроизведения HD-DVD была добавлена в версии PowerDVD 7, но уже в PowerDVD 8 была удалена как устаревшая технология, несмотря на это в официальной розничной версии PowerDVD 8 можно было воспроизвести HD-DVD. Для просмотра HD-DVD Cyberlink рекомендует покупать PowerDVD 7 и 8, которые могут быть установлены на одну систему.

## Возможности

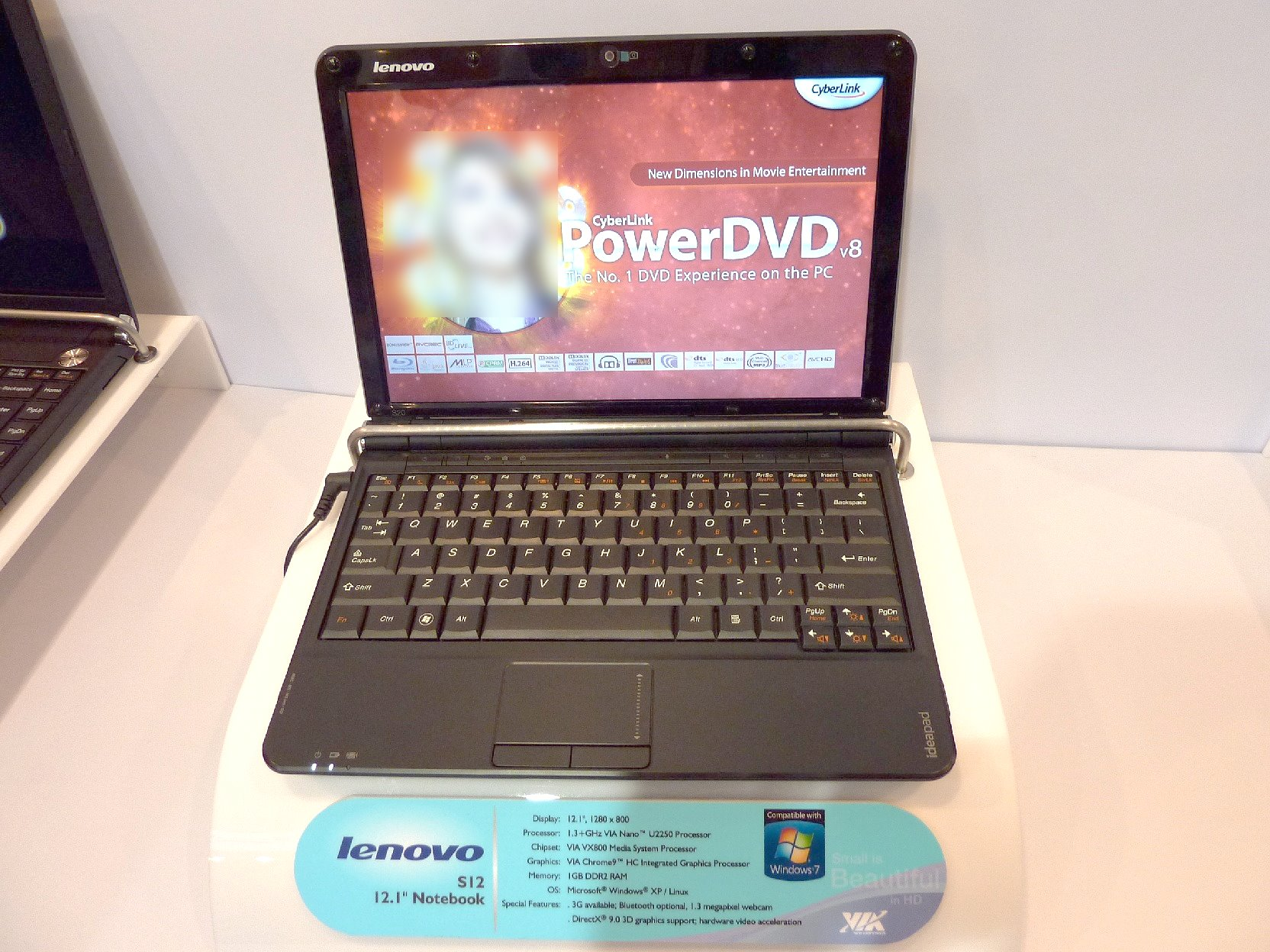
Ноутбук с запущенным PowerDVD

- PowerDVD позиционируется как универсальный плеер для музыки и видео. Первый программный плеер, сертифицированный Blu-ray Disc Association (BDA) для стандарта Blu-ray 3D (Profile 5.0).
- Технология TrueTheater 3D, использующая GPU-акселератор для конвертирования 2D-фильмов в 3D.
- Технология TrueTheater HD «растягивает» стандартное разрешение DVD до HD.
- Поддерживает воспроизведение большого количества форматов видео. Для воспроизведения форматов rm и rmvb требуется установка RealPlayer. Поддерживает форматы субтитров: smi, ass, ssa, psb, srt, sub.
- Поддерживает воспроизведение 4K UHD Blu-ray дисков, а также 4K и 8K видеоконтента.[2],[3]
- Комбинирует закладки к сценам фильма и комментарии, которые могут быть опубликованы на сайте MoovieLive.com.
- Live-комментарии позволяют пользователям PowerDVD в течение воспроизведения фильма опубликовывать свои комментарии в Facebook, Twitter и MoovieLive.
- Добавлен PowerPlayer 365, с лицензией по подписке.[4],[5]

## История версий
| Версия | Дата релиза | Прекращение поддержки | Последний патч         |
| ------ | ----------- | --------------------- | ---------------------- |
|        |             |                       |                        |
| 21     | 2021-06-13  |                       |                        |
| 20     | 2020-04-14  |                       |                        |
| 19     | 2019-04-16  |                       | 2019-07-22, build 1912 |
| 18     | 2018-04-18, |                       | 2019-06-26, build 3010 |
| 17     | 2017-04-11  |                       | 2018-05-09, build 2820 |
| 16     | 2016-04-13  |                       | 2017-11-13, build 3403 |
| 15     | 2015-04-14  |                       | 2017-11-28, build 4603 |
| 14     | 2014-04-08  |                       | 2018-01-02, build 8413 |
| 13     | 2013-04-02  |                       | 2016-10-25, build 7012 |
| 12     | 2012-01-31  |                       | 2016-11-28, build 7107 |
| 11     | 2011-04-18  | 2015-09-08            | 2014-02-25, build 5012 |
| 10     | 2010-03-17  | 2015-09-08            | 2013-12-11, build 5816 |
| 9      | 2009-03-02  | 2015-09-08            | 2011-05-18, build 4105 |
| 8      | 2008-04-02  | 2010-04               | 2010-04-21, build 3228 |
| 7      | 2006-05-04  | 2009                  | 2008-01-04, build 3613 |
| 6      | 2004-11-08  |                       | 2007-11-12, build 3430 |
| 5      | 2003-06-18  |                       | 2007-11-12, build 3430 |
| 4.0 XP | 2001-11-05  |                       | 2003-08-22             |
| 3.0    | 2000-11-06  |                       | 2001-10-15             |
| 2.5    | 1999-12     |                       | 2000-03-23, v2.55      |
| 1      | 1997        |                       |                        |

## Декодеры
| - H.264 - AVCHD - MPEG-4 ASP (DivX, Xvid) - MPEG-2 HD - MPEG-1 - VC-1 - WMV HD | - Dolby Meridian Lossless Packing (MLP) - Dolby TrueHD (7.1 Channel) - Dolby Digital Plus (7.1 Channel) - Dolby Digital EX (7.1 Channel) - Dolby Digital (2 & 5.1 Channel) - DTS-HD (7.1 Channel) - DTS-ES (Discrete & Matrix) - DTS 96/24 - DTS (5.1 Channel) - LPCM - AAC - MP3 - MP2 | - Dolby Pro Logic IIx Surround Sound - Dolby Virtual Speaker - CyberLink TrueTheater Surround |